# Племянник кукушки
«Племянник кукушки»  — российский мультипликационный фильм 1992 года режиссёра Оксаны Черкасовой, нивхская народная сказка.

## Сюжет
Старый шаман стал совсем плох и поэтому испытывает маленького племянника кукушки, чтобы передать ему своё уменье магического взаимодействия с духами воды и неба. Мальчик становится шаманом.

## Создатели фильма
- Режиссёр: Оксана Черкасова
- Сценарист: Надежда Кожушаная
- Художник-постановщик: Андрей Золотухин
- Операторы: Всеволод Киреев, Вячеслав Сумин
- Роли озвучивали: Леонид Тыус

## Художественные особенности
Фильм сделан в технике рисованной мультипликации и ротоскопирования (ручной обрисовки проекции снятого заранее видео). В фильме использованы документальные кадры (обряд камлания).
«Новейшая история отечественного кино», Елена Грачёва:  

Племянник кукушки — создан по нивхскому фольклору. Фольклор станет для режиссёра не столько источником для сюжетов (хотя и это тоже), сколько типом видения, способом прозревать изначальное, основополагающее. Что ощущается даже в рисунке, грубом, отчетливом штрихе, которым художники-аниматоры заполняют кадр в картинах Черкасовой: «То ли каракули, оставленные куском угля, то ли порез на коре дерева…» (Геннадий Елисеев, ИК, 1995, № 2). 
 Одним из важнейших талантов Черкасовой можно признать умение находить и брать в сообщники талантливых людей. Чукотские сказки озвучивали фольклорист Маргарита Кесарева и чукотский ансамбль Эргырон. Племянника кукушки, предание о старом шамане, который обучал маленького мальчика шаманству, озвучивал нивх Леонид Тыус — подвижник, который много лет записывал легенды и предания своего народа, создал алфавит и вёл трагическую хронику медленного умирания маленького народа на краю земли.

Так Черкасовой пришлось узнать, что у нивхов слово «смерть» — табу.  «Есть вечная жизнь — перерождение: в камень, в травку, в комара, человека, птичку, собачку…» (ЭиС, 1996, 6–13 июня). И мир её анимации впитал этот опыт. В её фильмах герои, как в первые времена, всегда готовы к метаморфозе, магическому перевоплощению, когда бесчисленные духи меняют маски, а одно существо превращается в другое. И это всё ещё игра, значит — весело и страшно. А по сути ничего не меняется: ещё один проворот  «колеса жития» , как писали в древнерусских летописях, или  «привычное чудо» , как писали в древнерусских житиях.

## Призы и награды
Мультфильм «Племянник кукушки» был награждён на фестивалях:
- 1994 — МКФ анимационных фильмов в Хиросиме: приз жюри
- 1994 — МКФ в Дрездене: Первый приз
- 1994 — МКФ в Пярну: Первый приз
- 1994 — МКФ женского кино в Минске, раздел анимационных фильмов: Гран-при
- 1994 — МКФ к/м фильмов в Оберхаузене, раздел анимационного кино: Гран-при
- 1993 — МКФ «КРОК»: Первый приз

## Публикации сценария
- Надежда Кожушаная, собрание сочинений «Зеркало для героя» в двух томах. Том первый «Самый первый счастливый день», Центр культуры и просвещения «СЕАНС», Санкт-Петербург, 2017 г.
- Надежда Кожушаная, книга киносценариев «Кино — работа ручная», Издательство «СОВА», Москва, 2006 г.